# Sophie Ørsted
Pour les articles homonymes, voir Ørsted.
Sophie Wilhelmine Bertha Ørsted née Oehlenschläger 16 juillet 1782 à Copenhague et morte le 9 février 1818 dans la même ville, est une personnalité culturelle et muse danoise.
Élevée dans le milieu littéraire de Copenhague, elle épouse l'écrivain et homme politique Anders Sandøe Ørsted et devient une source d'inspiration pour le poète Jens Baggesen et le philosophe Frederik Christian Sibbern, tous deux tombés amoureux d'elle. Elle meurt de complications abdominales alors qu'elle n'a que 35 ans.

## Biographie
Née le 16 juillet 1782 au palais de Frederiksberg dans le quartier de Frederiksberg à Copenhague, Sophie Wilhelmine Bertha Oehlenschläger est la fille du gardien du palais et organiste Joachim Conrad Oehlenschläger (da) (1748–1827), originaire du sud du Duché de Schelswig, et de Martha Marie Hansen (1745–1800). Elle a été élevée au palais avec son frère aîné, l'écrivain Adam Oehlenschläger (1779–1850). Les deux enfants sont élevés dans la culture avec leur père et dans la religion avec leur mère, lisant de la littérature et jouant des comédies en danois et en allemand alors qu'ils sont encore jeunes. Ils jouent également ensemble dans les vastes jardins du palais,. Sophie Ørsted ne reçoit aucune éducation formelle mais son frère lui transmet une grande partie de ce qu'il apprend à l'école. Lorsque sa mère décède en 1800, elle doit s'occuper de la maison. 
Lorsque son frère commence ses études, il lui présente le physicien Hans Christian Ørsted (1777–1851) et son jeune frère Anders Sandøe Ørsted (1778–1860), un avocat qui devint plus tard premier ministre. Sophie Ørsted se fiance à Anders en 1801 et ils se marient le 10 juillet 1802. Elle passe quelques années avec lui dans leur résidence au centre de Copenhague, écoutant la poésie que son frère Adam avait écrite pour elle et lisant elle-même de la poésie allemande. Elle maintient une relation étroite avec son beau-frère et avec le médecin Ole Hieronymus Mynster (da) (1772–1818).
Sophie Ørsted cherche des distractions, notamment pendant la longue absence de son mari qui, de 1805 à 1809, est en voyage d'étude. De nombreuses personnes lui rendent visite pour lui lire de la littérature contemporaine, parmi eux, Goethe qu'elle admirait particulièrement.
Parmi les hommes qui s'intéressent à elle figurent l'écrivain Andreas Christian Gierlew (1774–1845) et l'entomologiste Martin Lehmann (da) (1775–1856). Elle a une relation avec l'écrivain Jens Baggesen qui passe sept mois chez elle à partir de novembre 1806, comme indiqué dans ses journaux. Lorsqu'il part à l'étranger, elle lui écrit mais ses lettres restent systématiquement sans réponse. Il lui dédie plus tard d'autres œuvres,.
Par la suite, le philosophe Frederik Christian Sibbern (1785–1872) devient un visiteur fréquent, tombant désespérément amoureux d'Ørsted, comme le raconte son Gabrielis Breve (Lettres de Gabrielis),. Il les lui lit en 1814, mais ne les publie qu'après la mort d'Ørsted en 1826. Elle s'intéresse au travail de Sibbern et partage son enthousiasme pour Goethe dans les lettres qu'elle lui écrit quand sa santé le lui permet.
Sophie Ørsted décède le 19 février 1818 à Copenhague, de complications liées à un cancer de l'abdomen. Elle est enterrée au cimetière de Frederiksberg (en),.